# Juvhel Fred Tsoumou
Juvhel Fred Tsoumou (* 27. prosince 1990, Brazzaville) je kongžský fotbalový útočník vlastnící také německé občanství, v současnosti působící v SV Waldhof Mannheim. V zahraničí působil v Anglii, Rakousku a na Slovensku.

## Klubová kariéra
Svoji fotbalovou kariéru začal ve FSV Zwickau. Následně zamířil ještě jako dorostenec do Eintrachtu Frankfurt, kam se po roce stráveném v Blackburnu vrátil. Za mužstvo Frankfurtu nastupoval také v seniorské kategorii, když střídavě hrál za A-tým a rezervu. V roce 2010 přestoupil do klubu Alemannia Aachen a po roce podepsal Preston North End FC. V zimě 2012 směřoval na hostování do Plymouth Argyle FC a před sezonou 2012/13 se stal hráčem TSV Hartberg. V srpnu 2013 podepsal kontrakt se slovenskou Senicí. Po půl roce v mužstvu předčasně skončil. V průběhu ročníku 2014/15 zamířil do Waldhofu Mannheim.